# Jyrki Kähkönen
Mika Jyrki Kähkönen (Rovaniemi, 5 de junho de 1967) é um atleta finlandês aposentado de 110 metros com barreiras.